# جان-لوك بيكر
جان-لوك بيكر (بالإنجليزية: Jean-Luc Baker)‏ هو متزلج فني أمريكي، ولد في 7 أكتوبر 1993 في بيرنلي في المملكة المتحدة.

## وصلات خارجية
- الموقع الرسمي
- جان-لوك بيكر على موقع الاتحاد الدولي للتزلج (الإنجليزية)
- جان-لوك بيكر على موقع الاتحاد الدولي للتزلج (الإنجليزية)
- جان-لوك بيكر على موقع اللجنة الأولمبية الدولية (الإنجليزية)
- جان-لوك بيكر على موقع أوليمبيديا (الإنجليزية)
- جان-لوك بيكر على موقع اللجنة الأولمبية والبارالمبية الأمريكية (الإنجليزية)